# Carnéades
Carnéades (en griego Καρνεάδης ο Κυρηναίος) (ca. 214 a. C. – ca. 129 a. C.) fue un filósofo y orador de la Antigua Grecia. Nació en la colonia griega de Cirene, convirtiéndose más tarde en ciudadano de Atenas. Fue director de la Academia desde ca. 160 a. C. hasta ca. 137 a. C., fundando la tercera Academia después de haber oído las lecciones de Hegésino. Formó parte de una embajada ateniense a Roma en el año 155 a. C. con el propósito de intentar aminorar la multa de quinientos talentos, impuesta por los romanos a los atenienses en castigo por la destrucción y saqueo de la ciudad de Oropo. 
Sus doctrinas filosóficas fueron difundidas por su discípulo Clitómaco, dado que él no las publicó. Carnéades fue partidario del escepticismo académico y, por tanto, contrario a todo dogmatismo. Esta postura sostenía tanto la imposibilidad de la certeza total como de la incertidumbre completa; de igual modo negaba la posibilidad del conocimiento cierto y el carácter científico de las leyes naturales, proponiendo la noción de probabilismo. Lo acompañaron filósofos atenienses como Critolao, y Diógenes de Babilonia.
Durante su vida, Carnéades dio un discurso en el senado a favor de la justicia, y al día siguiente otro en contra. Los romanos se molestaron y enviaron a Carnéades de vuelta a Atenas. Se cuenta que, gracias a su habilidad como orador consiguió la reducción de la multa, circunstancia por la cual Filóstrato lo incluye en el Libro I de su obra «Vidas de los sofistas» como ejemplo de este tipo de filósofos.

## Biografía
Carnéades, el hijo de Epicomus o Philokomus, nació al norte de África en Cirene durante el 214 / 213 a. C. Emigró temprano a Atenas. Allí asistió a las conferencias de los estoicos, aprendiendo su lógica de Diógenes de Babilonia y estudiando las obras de Crisipo. Posteriormente centró sus esfuerzos en refutar a los estoicos, uniéndose a la Academia platónica, que había sufrido los ataques de los estoicos. A la muerte de Hégesino de Pérgamo, fue elegido erudito (jefe) de la Academia. Su gran elocuencia y destreza en la argumentación revivieron las glorias de los escépticos académicos. No afirmó nada (ni siquiera que nada se puede afirmar), y llevó a cabo un vigoroso argumento contra todos los dogmas sostenidos por otras sectas.
En el año 155 a. C., cuando tenía cincuenta y ocho años, fue elegido con el estoico Diógenes de Babilonia y el peripatético Critolao para ir como embajadores a Roma para desaprobar la multa de 500 talentos que se había impuesto a los atenienses por la destrucción de Oropo. Durante su estancia en Roma, atrajo gran atención por sus elocuentes discursos sobre temas filosóficos. Fue aquí donde, en presencia de Catón el Viejo, pronunció varios discursos sobre la justicia. La primera oración fue en elogio de la virtud de la justicia romana. Al día siguiente pronunció la segunda oración, en la que refutó todos los argumentos que había hecho el día anterior. De manera persuasiva, intentó probar que la justicia era inevitablemente problemática, y no un hecho cuando se trataba de virtud, sino simplemente un dispositivo compacto que se consideraba necesario para el mantenimiento de una sociedad bien ordenada. Esta oración sorprendió a Catón. Al reconocer el peligro potencial de los argumentos de Carnéades, Catón instó al Senado romano a enviar a Carnéades de regreso a Atenas para evitar que los jóvenes romanos se vieran expuestos a un nuevo examen de las doctrinas romanas. Carnéades vivió veintisiete años después de esto en Atenas.
Debido a la mala salud de Carnéades, fue sucedido como erudito por Polemarco de Nicomedia (137 / 136 a. C.), que murió en el 131 / 130 a. C. y fue sucedido por Crates de Tarso. Crates murió en 127/126 a. C. y fue sucedido por Clitómaco. Carnéades murió en 129/128 a. C., a la avanzada edad de 85 años (aunque Cicerón dice 90).
Carnéades es descrito como un hombre de incansable laboriosidad. Estaba tan absorto en sus estudios, que se dejaba crecer el pelo y las uñas hasta una longitud desmesurada, y estaba tan ausente de su propia mesa (porque nunca salía a cenar), que su sirvienta y concubina, Melissa, se veía constantemente obligada a alimentalo. El escritor y autor latino Valerio Máximo, a quien debemos la última anécdota, nos cuenta que Carnéades, antes de discutir con Crisipo, solía purgarse con eléboro, para tener una mente más aguda. En su vejez padecía cataratas en los ojos, que soportaba con gran impaciencia, y estaba tan poco resignado a la decadencia de la naturaleza, que preguntaba con enfado si así era como la naturaleza deshacía lo que había hecho, y a veces expresó el deseo de envenenarse a sí mismo.[cita requerida]

## Obra

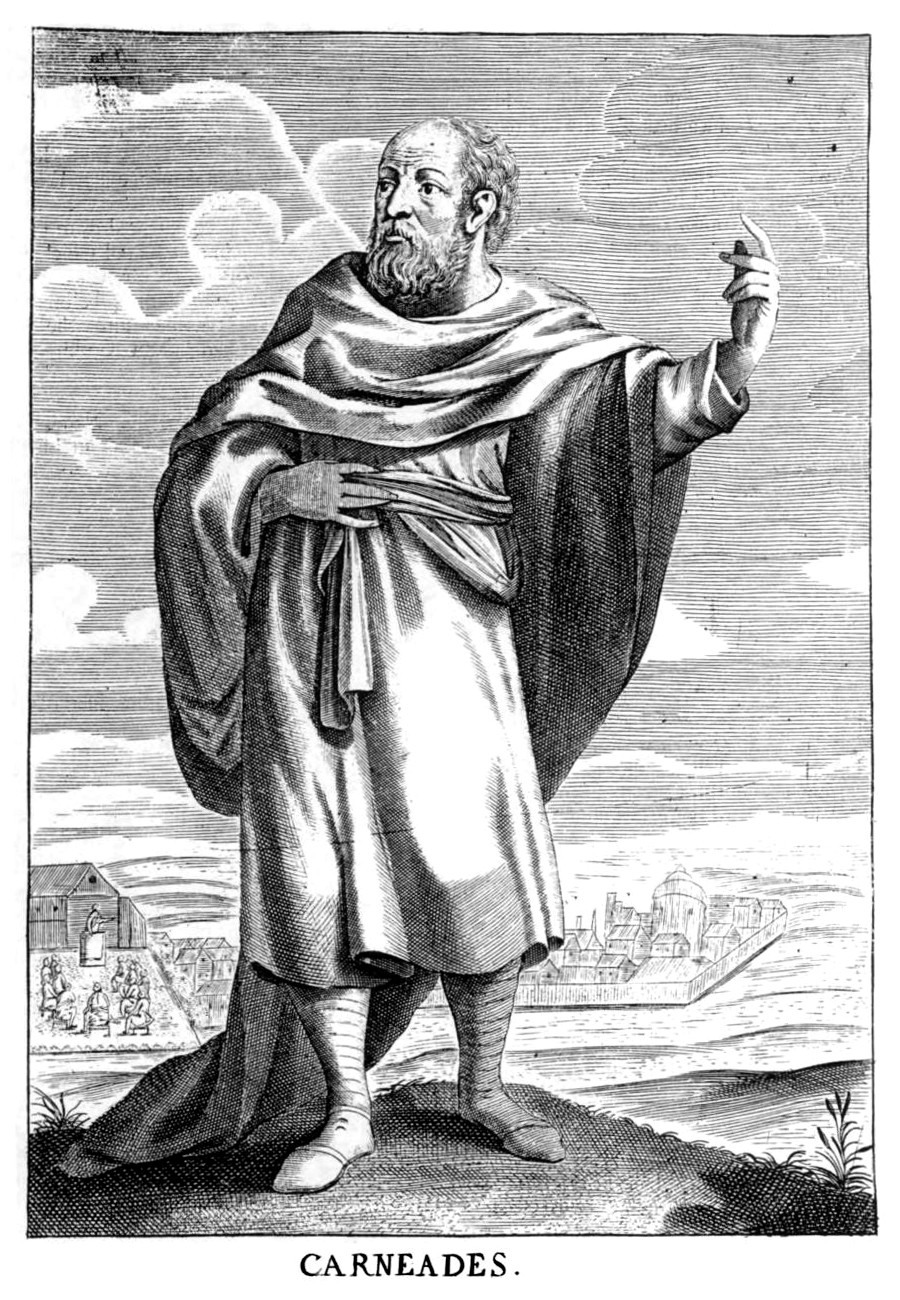
Grabado de Carnéades por Thomas Stanley (1655)

Carnéades estaba de acuerdo con Arcesilao en que no se puede conocer nada, pero no apoyaba la suspensión de las creencias.
En contraposición con la doctrina de un conocimiento cierto y verdadero de la realidad, Carnéades propuso la noción de probabilismo. Según el enfoque probabilista todo aquello que se experimenta, todo aquello que nos afecta de algún modo, todo pathos, solo puede ser considerado probable o verosímil, pero no verdadero. Por este motivo, nuestros juicios al respecto solo podrán ser verosímiles. En este sentido, las condiciones para la verosimilitud de un juicio serían tres: no debe ser vago o confuso, no debe ser contradicho y debe haber sido examinado en todos sus detalles.
Ahora bien, en muchas ocasiones este planteamiento ha sido cuestionado señalándose que para que exista algo verosímil debe existir alguna verdad que sirva como fundamento de esa verosimilitud. No obstante, este tipo de cuestionamiento no parece haber considerado suficientemente al menos dos aspectos importantes del asunto.
En primer lugar, no se ha considerado que cuando el probabilismo habla de un pathos o de un juicio verosímil se refiere a un pathos o a un juicio que cumpliría con algunas exigencias de la noción de verdad de los dogmáticos sin adecuarse exactamente a ella, a causa del alto grado de incertidumbre que aun entrañaría la verosimilitud. Así, para el probabilismo la noción de verdad de los dogmáticos solo expresaría una serie de características a las que aspiraría un juicio, sin suponer necesariamente la existencia de algo verdadero.
En segundo lugar, tampoco se ha considerado que el probabilismo no niega el acaecer de los fenómenos, el hecho de que haya algo que nos afecta de un modo u otro y que sirve también como criterio de verosimilitud de un juicio. Lo que podría resumirse diciendo: nada es cierto, excepto el fenómeno (es decir, solo hay conocimiento de probabilidades). Y la certeza en relación con los fenómenos no supondría necesariamente la existencia de una verdad (en cuanto posesión directa de la realidad por parte del espíritu), sino solo una simple adhesión, una creencia verosímil.

## Legado

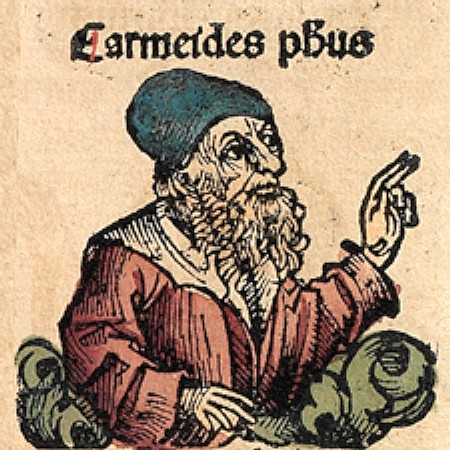
Carnéades representado en las Crónicas de Nuremberg.

Con los escritos de Cicerón, que estudió filosofía en los años 79 y 78 a. C., el escepticismo continuó dominando la Academia durante muchos años después de su muerte. La academia original donde enseñaba Carnéades fue destruida en el curso de la primera guerra mitridática por el general romano Sulla (Sila) en el 86 a. C.
Sus ideas fueron objetadas con ingenio por San Agustín en su obra Contra los académicos, ya que estos académicos negaban la posibilidad de conocer la verdad, pero afirmaban que se podían conocer las cosas por probabilidad o verosimilitud (es decir, por semejanza a la verdad); por eso, en la obra mencionada, a un discípulo suyo que defiende a los académicos le responde: «...son dignos de risa tus académicos, que en la vida quieren seguir lo verosímil, lo semejante a la verdad, ignorando ésta» (II, 7, 19). Aunque finalmente San Agustín sostiene que es «el secreto de Arcesilao» el que les hace aparentar la duda universal o relativa.